# Шарко, Николай Филиппович
Николай Филиппович Шарко (1924—1997) — капитан Рабоче-крестьянской Красной Армии, участник Великой Отечественной войны, Герой Советского Союза (1945).

## Биография

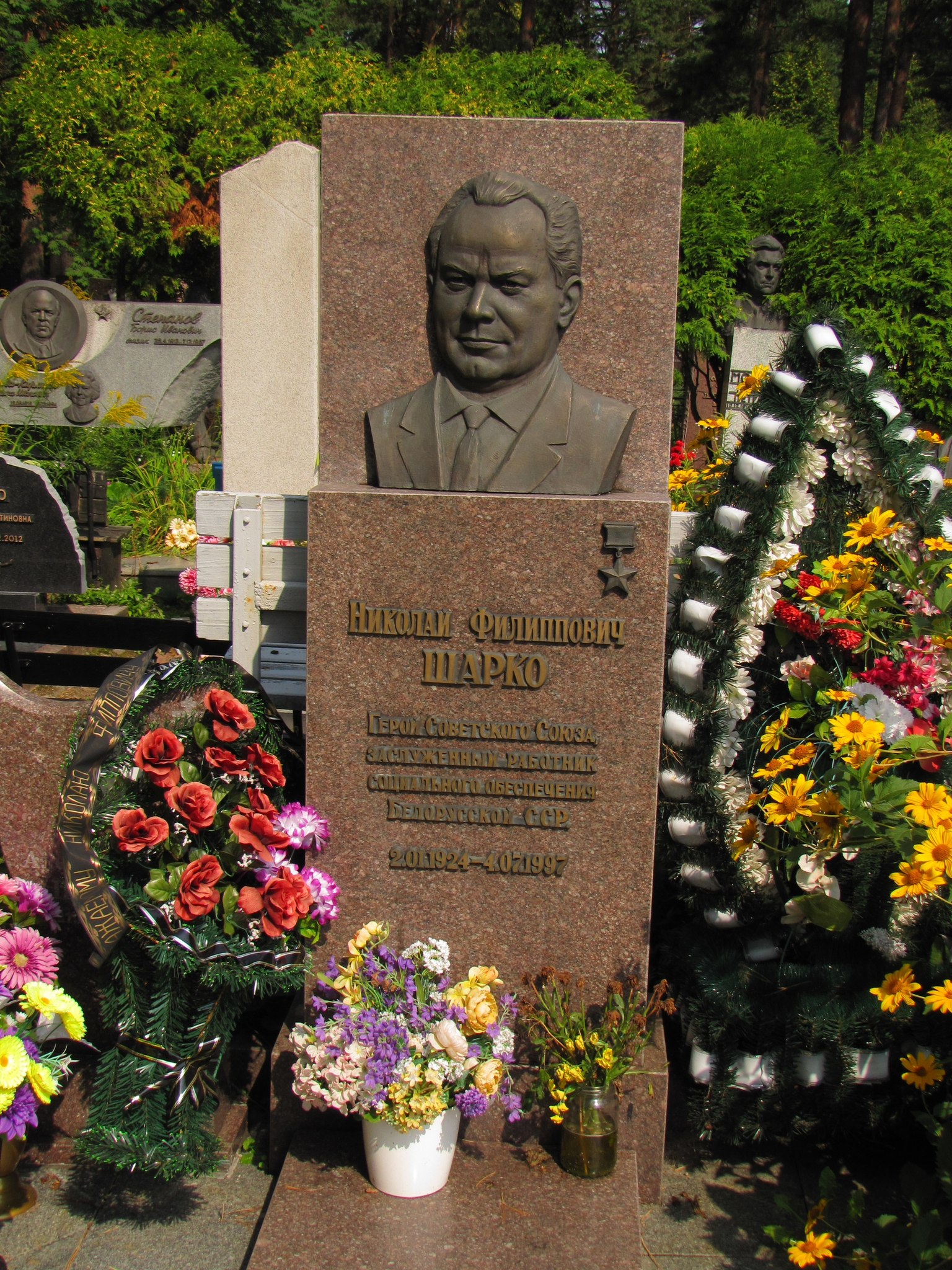
Могила Шарко на Восточном кладбище Минска.

Николай Шарко родился 2 января 1924 года в деревне  Макавчицы (ныне — Дзержинский район Минской области Белоруссии). После окончания восьми классов школы и школы фабрично-заводского ученичества в Ленинграде работал на железной дороге в Куйбышевской области. В июле 1942 года Шарко был призван на службу в Рабоче-крестьянскую Красную Армию. В 1943 году он окончил 2-е Куйбышевское пехотное училище. С апреля того же года — на фронтах Великой Отечественной войны. Принимал участие в боях на 3-м Украинском и 1-м Белорусском фронтах. К январю 1945 года гвардии капитан Николай Шарко командовал стрелковой ротой 244-го гвардейского стрелкового полка 82-й гвардейской стрелковой дивизии 8-й гвардейской армии 1-го Белорусского фронта. Отличился во время Висло-Одерской операции.
14 января 1945 года Шарко поднял в атаку свою ротой и захватил две немецкие траншеи, взяв в плен 14 солдат противника и захватив более 50 пулемётов. 16 января в бою за населённый пункт Нове-Място, когда противник предпринял атаку силами 2 БТР, 4 автомашин и 60 солдат и офицеров, рота Шарко успешно отразила её. 21 января 1945 года в бою за населённый пункт Гловно рота Шарко разгромила немецкую колонну, взяв в плен большое количество солдат и офицеров противника.
Указом Президиума Верховного Совета СССР от 24 марта 1945 года за «образцовое выполнение боевых заданий командования на фронте борьбы с немецко-фашистскими захватчиками и проявленные при этом мужество и героизм» гвардии капитан Николай Шарко был удостоен высокого звания Героя Советского Союза с вручением ордена Ленина и медали «Золотая Звезда».
Во время штурма Берлина Шарко получил тяжёлое ранение, лишившись ноги. После окончания войны он был уволен из рядов Вооружённых Сил. Проживал в Минске. Окончил Республиканскую партшколу при ЦК КП Белорусской ССР и Минский педагогический институт. Работал в ПО «Горизонт», затем в органах социального обеспечения. Являлся председателем Центрального Правления Белорусского общества глухих. 
Скончался 4 июля 1997 года, похоронен на Восточном кладбище Минска.
Заслуженный работник социального обеспечения Белорусской ССР, Почётный гражданин Дзержинского района Минской области. Был также награждён орденом Отечественной войны 1-й степени, двумя орденами Отечественной войны 2-й степени, двумя орденами Трудового Красного Знамени, орденами Красной Звезды и «Знак Почёта», рядом медалей.
В честь Н. Ф. Шарко названы Республиканский дворец культуры Общественного объединения «Белорусское общество глухих» и улица в Дзержинске.